# ネオン・トゥリーズ
ネオン・トゥリーズ（Neon Trees）は、アメリカ合衆国ユタ州出身のロックバンド。2010年に発表されたシングル「アニマル」が全米で100万ダウンロードを超えるヒットとなったことで知られる。2011年にはサマーソニックに参加。ヴォーカルのタイラーは以前に交換留学生として来日していた。

## メンバー
現メンバー
- クリス・アレン（Chris Allen） – リードギター、リズムギター、バッキング・ボーカル（2005年 - ）
- タイラー・グレン（Tyler Glenn） – リード・ボーカル（2005年 - ）、キーボード、ピアノ、シンセサイザー、リズムギター（2006年 - ）
- エレイン・ブラッドリー（Elaine Bradley） – ドラム、バッキング・ボーカル（2006年 - ）
- ブランデン・キャンベル（Branden Campbell） – ベース、バッキング・ボーカル（2006年 - ）

旧メンバー
- マイク・リーチティ（Mike Liechty） – ベース（2005年 - 2006年）
- ジェイソン・ギボンズ（Jason Gibbons） – ドラム、パーカッション（2005年 - 2006年）
- ネイサン・エヴァンズ（Nathan Evans） – キーボード、ピアノ、シンセサイザー（2005年 - 2006年）

ツアー・メンバー
- デヴィッド・チャールズ（David Charles） – リズムギター（2005年 - ）
- ブルース・ルーベンソン（Bruce Rubenson） – ドラム、パーカッション、キーボード、ピアノ、シンセサイザー（2006年 - ）

## ディスコグラフィー

### アルバム
| 年   | タイトル       | アルバム詳細                                                                         | チャート最高位 | チャート最高位 | チャート最高位 | 認定 |
| 年   | タイトル       | アルバム詳細                                                                         | US             | AUS            | UK             | 認定 |
| ---- | -------------- | ------------------------------------------------------------------------------------ | -------------- | -------------- | -------------- | ---- |
| 2010 | Habits         | - 発売日: 2010年3月10日 - レーベル: Mercury - フォーマット: CD, LP, digital download | 113            | 33             | 59             |      |
| 2012 | Picture Show   | - 発売日: 2012年4月17日 - レーベル: Mercury - フォーマット: CD, LP, digital download | 17             | —              | —              |      |
| 2014 | Pop Psychology | - 発売日: 2014年4月22日 - レーベル: Mercury - フォーマット: CD, LP, digital download | 6              | —              | —              |      |

### EP
- Start a Fire (2009)
- iTunes Live from SoHo (2010)
- iTunes Live: SXSW (2011)

### シングル
- Animal (2009)
- 1983 (2010)
- Wish List (2010)
- Your Surrender (2011)
- Sins of My Youth (2011)
- Everybody Talks (2011)
- Lessons in Love (All Day, All Night) (feat. Kaskade) (2012)